# Brad Friedel
Bradley Howard Friedel (Lakewood, 18 de maio de 1971) é técnico e ex-futebolista estadunidense que atuava como goleiro.
Passou por equipes conhecidas da Europa, como Newcastle, Brøndby, Galatasaray, Liverpool e Tottenham, onde encerrou a carreira. Jogou também no Aston Villa, da Inglaterra, após oito incríveis temporadas no Blackburn. Um fato curioso dua sua passagem pelo Blackburn é que em 2004, aos 45 do segundo tempo, o goleiro norte-americano marcou o gol de empate contra o Charlton, após subir à área para cobrança de escanteio e aproveitar um passe depois que o cruzamento fora cortado. Ao contrário de vários goleiros que marcaram o gol da vitória ou do empate, o Charlton ainda conseguiu desempatar a partida nos acréscimos finais.
No dia 3 de junho de 2011, após o término do seu contrato com o Aston Villa e aos 40 anos de idade, assinou um contrato de dois anos com o Tottenham.
Pela Seleção Estadunidense, disputou três Copas do Mundo: 1994, 1998 e 2002.
No dia 6 de maio de 2012, ele também se tornou o jogador mais velho a aparecer em um jogo competitivo para o Tottenham, quando ele jogou no dispositivo elétrico do clube da Premier League no Aston Villa, batendo Jimmy Cantrell o recorde de quase 80 anos de idade.

## Infância e Juventude
Nascido em Lakewood, Friedel cresceu em Bay Village, onde frequentou a Escola Primária de Westerly, Escola Bay High Oriente. Friedel cresceu jogado vários esportes, incluindo futebol, basquete e tênis e se destacou em todos os três. Ele ganhou destaque no Bay Atleta Alto do Ano em 1989. Como um jogador de basquete All-State, em Ohio, ele foi convidado para experimentar como um walk-on para o UCLA da equipe de basquete em 1990. Ele começou como atacante em sua equipe de futebol juvenil antes de se mudar dentro do gol. Friedel formou-se em High Bay, em 1989. Em 2007, ele foi incluído no Hall da Fama do Alto Bay.
Friedel jogou futebol universitário na Universidade da Califórnia, em Los Angeles (UCLA). Em 1990, ele manteve meta para os Bruins para o campeonato da NCAA. Ele foi escolhido como o primeiro do time de todos os goleiros americanos em 1991 e 1992 e ganhou o Troféu Hermann em 1992, como o jogador de futebol no topo do colegial.

## Carreira Profissional

### Início da carreira
Friedel deixou a UCLA cedo para seguir uma carreira profissional. Ele começou a tentar assinar com o Nottingham Forest em Brian Clough, mas foi negado um visto de trabalho, a primeira em várias dessas tentativas fracassadas de mudar para a Inglaterra. Em vez disso, Friedel assinou um contrato com a Federação de Futebol dos Estados Unidos (USSF) para jogar exclusivamente com a equipe nacional do Estados Unidos que se prepara para a Copa do Mundo de 1994. Após a final da taça, Friedel começou a procurar um clube profissional.
Friedel assinou com o dirigente Kevin Keegan do Newcastle, mas foi novamente negado um visto de trabalho. Enquanto aguarda a aprovação das autoridades britânicas, ele treinou no Newcastle como um jogador de empréstimo do USSF. Quando a autorização de trabalho não foi aprovada, Friedel negociou um empréstimo do USSF a dinamarquesa Superliga clube Brøndby IF. Ele ficou no clube por vários meses em 1995, como back-up para Mogens Krogh, sem jogar todos os jogos. Friedel permaneceu com Brøndby até que ele voltou para os EUA para se juntar à equipe nacional, em seguida, se preparando para a Copa América de 1995.
Após os dois torneios, Friedel tentou uma terceira vez para participar de um clube Inglês, desta vez para o Sunderland. No entanto, quando Friedel novamente deixou de receber uma licença de trabalho britânico, seu agente negociou uma transferência de US $ 1,1 milhão a USSF de liderar equipe turca Galatasaray em 1995. Galatasaray eram geridos por Blackburn Friedel do futuro gerente Graeme Souness. Em julho de 1996, após o fim da temporada turca, Friedel mudou-se para o Columbus Crew da MLS. Como ele chegou no meio da temporada, ele serviu inicialmente como um backup para partida Bo Oshoniyi, mas até o final da temporada, conseguiu jogar nove jogos em que sofreu apenas 7 gols. Em fevereiro de 1997, ele assinou um contrato de três anos com o grupo como ele foi nomeado partida da equipe. Nessa temporada ele foi selecionado para o Melhor MLS XI e nomeou a MLS Goleiro do Ano.

### Liverpool
A transferência de Friedel para o Liverpool foi concluída em 1997 por R$ 1,7 milhões. No dia 23 de dezembro de 1997, Liverpool ganhou uma autorização de trabalho para Friedel em recurso após o primeiro pedido foi negado. Ele fez sua estreia contra o Aston Villa, no dia 28 de fevereiro de 1998. Enquanto Friedel teve um sucesso inicial com os Reds, ele logo teve um momento difícil, a gestão pouco mais de 30 jogos em quase três anos, incluindo duas aparições na Taça UEFA, enquanto ele estava sendo reserva de David James e mais tarde de Sander Westerveld.

### Blackburn

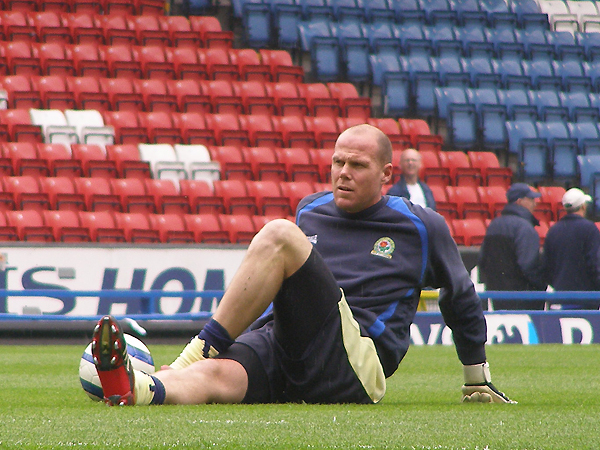
Brad Friedel em 2004 no Blackburn.

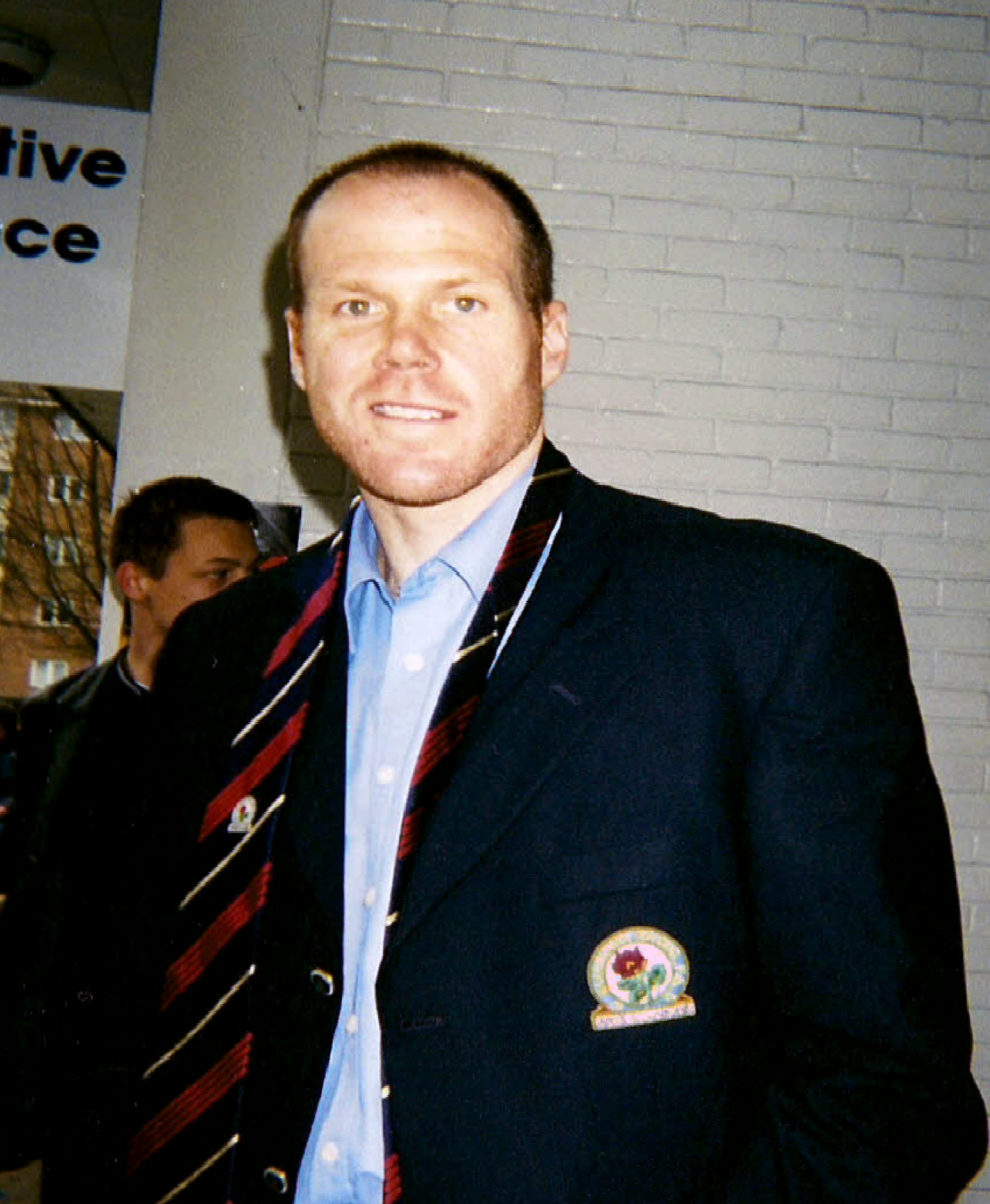
Friedel no Loftus Road em abril de 2001.

Em novembro de 2000, a pedido do técnico Graeme Souness, ele assinou com o Blackburn em uma transferência livre, depois de uma licença de trabalho estavam garantidos.
Juntando durante a promoção "Ganhar Rovers 2000-01 temporada, performances consistentemente assegurados Friedel ajudou a garantir o retorno do Blackburn para a Premiership e consolidar o seu estatuto de primeira divisão nas temporadas seguintes.
Performances memoráveis para Blackburn incluindo contra o Tottenham Hotspur na Final League Cup no início de 2002, quando ele foi nomeado Homem do Jogo. Em uma vitória por 2-1 sobre o Arsenal em Highbury, Friedel fez várias defesas e só foi batido por um chute desviado. Um desempenho impressionante afastado em Southampton solicitado Gordon Strachan a compará-lo a Superman, Friedel deve ter se alterado em uma caixa de telefone. Eu não ficaria surpreso se, quando ele tira a camisa há uma camisa azul com um S.
No final da temporada 2002-03, Friedel com várias partidas sem sofrer gols Jogador do Blackburn da concessão do ano, bem como seleção para a Premiership Time titular. Em 21 de fevereiro de 2004, em um jogo fora de casa contra o Charlton Athletic, Friedel marcou um gol de jogo aberto no minuto 90, a partir de um escanteio. Friedel empatou o jogo em 2-2, mas segundos depois Charlton marcou novamente através de Claus Jensen e passou a ganhar 3-2 a partida. Ele se tornou o segundo goleiro na história da Premier League (excluindo golos) a pontuação depois Peter Schmeichel para o Aston Villa em 2001.
Friedel renovou seu contrato com o Blackburn Rovers em 14 de abril de 2006, declarando o seu amor pelo clube como uma razão. Dois anos depois, em 5 de fevereiro de 2008, ele assinou novamente a prorrogação de seu contrato Rovers afirmando que Eu sou encantado por ter estendido o acordo. Isso não foi uma decisão difícil de tomar. Blackburn Rovers é o lar para mim. Este é o meu clube e tenho uma afinidade especial com ele. Ele, no entanto, deixou o clube no final da temporada para se juntar Aston Villa.

### Aston Villa

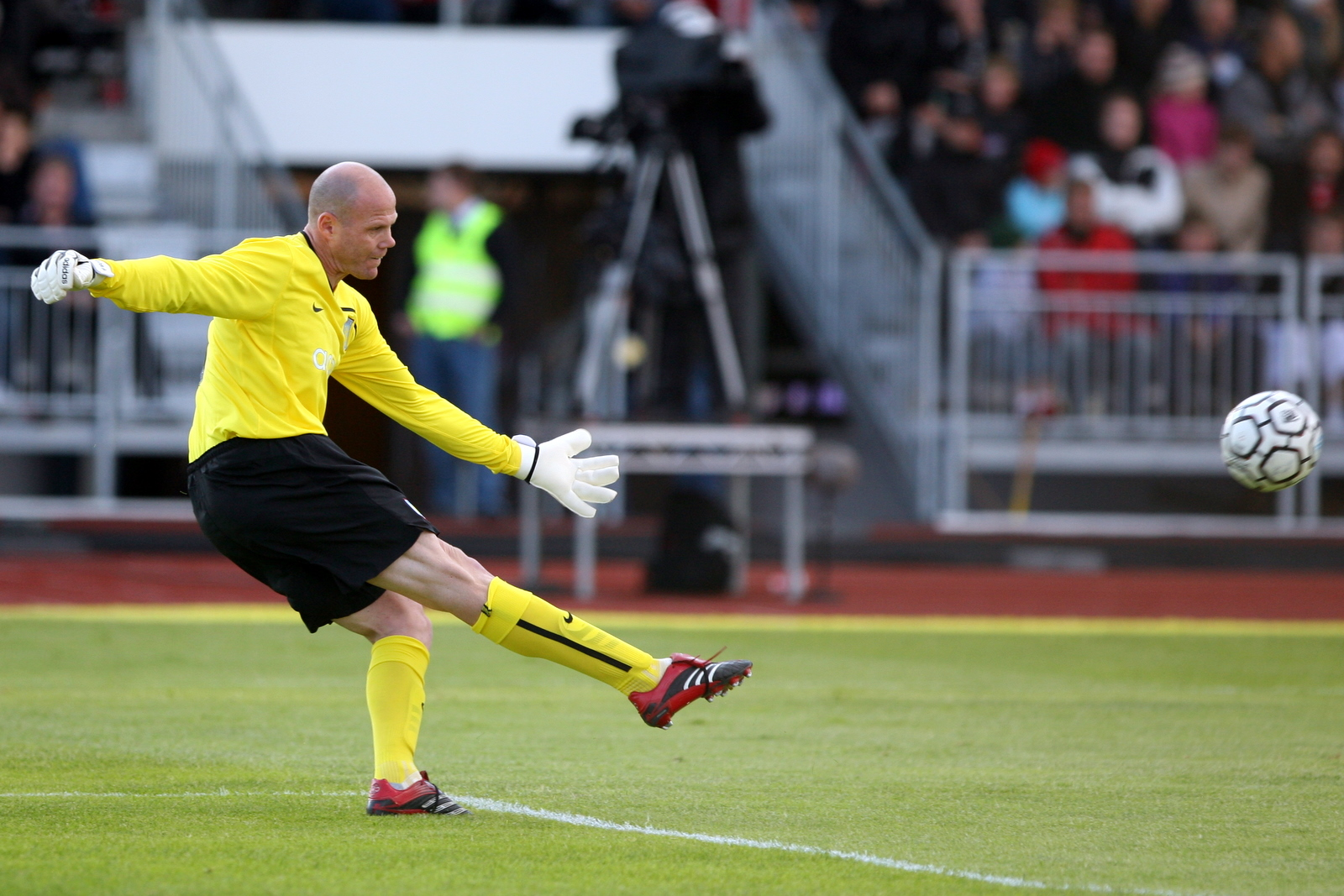
Brad Friedel em 2008 atuando pelo Aston Villa.

Friedel pediu ao Blackburn Rovers permissão para deixá-lo falar com Aston Villa se uma oferta for aceita, com o Manchester City estaria interessado em contratar o americano. O clube aceitou uma oferta de transferência para Friedel, pensado para ser na região de £ 2,5 milhões, sujeito ao clube-se ter uma proposta aceite de um goleiro substituto.
Aston Villa foram mantendo conversações com Brad Friedel em 25 de julho. Friedel assinou um contrato de três anos com o Aston Villa no dia seguinte. Friedel foi apresentado na metade do tempo durante o Aston Villa Copa Intertoto partida contra o Odense.
Ele fez sua estréia contra o Reading em 2 de agosto no Estádio Madejski. Apenas dez minutos os anfitriões foram um pênalti que Friedel então salvo. Sua estreia competitiva veio na Taça UEFA segunda pré-eliminatória, primeiro jogo contra o Hafnarfjordur longe de casa. Villa venceu a partida por 4-1. Friedel jogou sua partida Premiership primeiro para o Aston Villa em 17 de agosto de 2008, o primeiro jogo para o Aston Villa na temporada 2008-09 , em que Villa bateu o Manchester City 4-2 em casa.
Ele quebrou o recorde de jogos contínuos jogado na Premier League em 30 de novembro de 2008, depois de seus 167 terminou com um empate 0-0 com o Fulham. Ele foi expulso contra o ex-clube de Liverpool em Anfield pelo árbitro Martin Atkinson. Liverpool foi um pênalti que Steven Gerrard converteu contra o goleiro do Villa segunda escolha, Brad Guzan. Cartão vermelho Friedel, que ele recebeu no domingo de antemão, foi anulada pela FA em 24 de março, o que significa que ele foi capaz de continuar sua série de aparições consecutivas Premiership. Em 16 de janeiro de 2011, ele atingiu a marca de 250 jogos no campeonato consecutivos.
Friedel se tornou o jogador mais velho a atuar pelo Aston Villa após a derrota por 3-1 para o Manchester United, no dia 1 de fevereiro de 2011.

### Tottenham
O contrato de Friedel com o Aston Villa encerrou após a temporada 2010-11. No dia 3 de junho de 2011, o Tottenham anunciou que havia fechado um contrato de dois anos com Friedel. No dia 22 de agosto de 2011, Friedel foi titular no Old Trafford contra o Manchester United, depois da derrota do Tottenham contra o Everton na semana anterior ter sido remarcada devido a tumultos no norte de Londres. Isto significava que Friedel ainda estenderia sua série de jogos consecutivos como titular na Premier League depois de sua transferência do Aston Villa. Durante a temporada 2011-12, Friedel se tornou o jogador mais velho a fazer uma aparição na Premier League. Já na temporada seguinte, a 2012-13, sua série de 310 jogos consecutivos como titular foi interrompida após o técnico André Villas-Boas optar pelo francês Hugo Lloris. No entanto, o desempenho de Friedel até então tinha sido fantástico, incluindo uma vitória contra o Manchester United na semana anterior. No dia 7 de outubro de 2012, ele começou no banco contra o Aston Villa. Voltou a ser titular no dia 20 de outubro de 2012, contra o Chelsea.
Mesmo com 41 anos de idade, Friedel renovou seu contrato com os Spurs até 2014.
Já em 2015, aos 44 anos de idade, Brad Friedel anunciou sua aposentadoria.

## Seleção Estadunidense
Friedel é o goleiro mais velho na história dos EUA da equipe nacional e foi convocado pela primeira vez contra o Canadá, em 1992, um jogo em que ele conseguiu ficar sem sofrer gols. Ele era o goleiro de titular para os EUA nos Jogos Olímpicos de 1992 da equipe, no entanto, ele não foi capaz de bater para fora Tony Meola como detentor primeira escolha para a equipe dos EUA na Copa do Mundo de 1994. Sua oportunidade chegou, e Friedel fez sua estréia na Copa do Mundo de 1998, onde ele concedeu uma meta, como os EUA perderam para a Iugoslávia. Ele viveu até à sua crescente reputação na Copa do Mundo de 2002, como os EUA entraram em uma corrida surpreendente para as quartas de final, que incluiu uma vitória por 3-2 sobre Portugal no jogo de grupo e uma vitória 2-0 segunda-redonda sobre o arqui-rival México antes de uma derrota para a Alemanha (o eventual vice-campeão). Ele também se tornou o primeiro goleiro a salvar dois pênaltis durante o jogo regular (ao contrário de penalidades máximas) em uma Copa do Mundo finais do torneio desde 1974. Ele foi apelidado de "The Wall humano" por fãs durante a espetacular corrida Copa do Mundo de 2002.
Anunciou sua aposentadoria da seleção internacional no dia 7 de fevereiro de 2005.

## Títulos

### Infância
UCLA
- NCAA Division: 1990
- NCAA Division I First-Team All-America: 1991 e 1992
- Hermann Trophy: 1992

### Profissional
Galatasaray
- Copa da Turquia: 1995-96

Blackburn Rovers
- Copa da Liga Inglesa: 2001-02

### Prêmios Individuais
- Goleiro do Ano da MLS: 1997
- Troféu Alan Hardaker : 2002
- U.S. Soccer Athlete of the Year: 2002
- Time do Ano da Premier League pela PFA: 2002-03
- Barclays Merit Award: 2008-09
- IFFHS: Best Goalkeepers of the 21st Century: 30th[26][27]